# Kazak női labdarúgó-válogatott
A kazak női labdarúgó-válogatott képviseli Kazahsztánt a nemzetközi női labdarúgó eseményeken. Az csapatot a kazak labdarúgó-szövetség szervezi és irányítja. A kazak női-válogatott szövetségi kapitánya Andrej Vaganov.
A kazak női nemzeti csapat még egyszer sem kvalifikálta magát világbajnokságra, Európa-bajnokságra és az olimpiai játékokra. Ázsia-kupán háromszor szerepelt és minden alkalommal a csoportkörben kiesett.

## Nemzetközi eredmények

### Világbajnoki szereplés
| Év       | Helyszín         | Eredmény      | Hely | M | Gy | D | V | Rg | Kg | Gk | P |
| -------- | ---------------- | ------------- | ---- | - | -- | - | - | -- | -- | -- | - |
| 1991     | Kína             | nem indult    | –    | – | –  | – | – | –  | –  | –  | – |
| 1995     | Svédország       | nem indult    | –    | – | –  | – | – | –  | –  | –  | – |
| 1999     | Egyesült Államok | nem jutott be | –    | – | –  | – | – | –  | –  | –  | – |
| 2003     | Egyesült Államok | nem indult    | –    | – | –  | – | – | –  | –  | –  | – |
| 2007     | Kína             | nem jutott be | –    | – | –  | – | – | –  | –  | –  | – |
| 2011     | Németország      | nem jutott be | –    | – | –  | – | – | –  | –  | –  | – |
| 2015     | Kanada           |               |      |   |    |   |   |    |    |    |   |
| Összesen | Összesen         | 0 / 6         |      | – | –  | – | – | –  | –  | –  | – |

### Ázsia-kupa szereplés
1991-ig nem volt önálló válogatottja, a Szovjetunióhoz tartozott Kazahsztán. 2001-től az Európai Labdarúgó-szövetség tagjaként az Európa-bajnokságon indult.
| Év       | Helyszín       | Eredmény   | Hely | M | Gy | D | V | Rg | Kg | Gk  | P |
| -------- | -------------- | ---------- | ---- | - | -- | - | - | -- | -- | --- | - |
| 1993     | Malajzia       | nem indult | –    | – | –  | – | – | –  | –  | –   | – |
| 1995     | Malajzia       | csoportkör | –    | 3 | 0  | 2 | 1 | 0  | 7  | -7  | 2 |
| 1997     | Kína           | csoportkör | –    | 2 | 0  | 0 | 2 | 0  | 17 | -17 | 0 |
| 1999     | Fülöp-szigetek | csoportkör | –    | 4 | 2  | 0 | 2 | 16 | 15 | 1   | 6 |
| Összesen | Összesen       | 3 / 4      |      | 9 | 2  | 2 | 5 | 16 | 39 | -23 | 8 |

### Európa-bajnoki szereplés
1991-ig nem volt önálló válogatottja, a Szovjetunióhoz tartozott Kazahsztán. 1993 és 2001 között az Ázsiai Labdarúgó-szövetség tagjaként az Ázsia-kupán indult.
| Év       | Helyszín   | Eredmény      | Hely | M | Gy | D | V | Rg | Kg | Gk | P |
| -------- | ---------- | ------------- | ---- | - | -- | - | - | -- | -- | -- | - |
| 2005     | Anglia     | nem jutott be | –    | – | –  | – | – | –  | –  | –  | – |
| 2009     | Finnország | nem jutott be | –    | – | –  | – | – | –  | –  | –  | – |
| 2013     | Svédország | nem jutott be | –    | – | –  | – | – | –  | –  | –  | – |
| Összesen | Összesen   | 0 / 3         | –    | – | –  | – | – | –  | –  | –  | – |

### Olimpiai szereplés
| Év       | Helyszín       | Eredmény      | Hely | M | Gy | D | V | Rg | Kg | Gk | P |
| -------- | -------------- | ------------- | ---- | - | -- | - | - | -- | -- | -- | - |
| 1996     | Atlanta        | nem jutott be | –    | – | –  | – | – | –  | –  | –  | – |
| 2000     | Sydney         | nem jutott be | –    | – | –  | – | – | –  | –  | –  | – |
| 2004     | Athén          | nem jutott be | –    | – | –  | – | – | –  | –  | –  | – |
| 2008     | Peking         | nem jutott be | –    | – | –  | – | – | –  | –  | –  | – |
| 2012     | London         | nem jutott be | –    | – | –  | – | – | –  | –  | –  | – |
| 2016     | Rio de Janeiro |               |      |   |    |   |   |    |    |    |   |
| Összesen | Összesen       | 0 / 5         |      | – | –  | – | – | –  | –  | –  | – |

## Lásd még
- Kazak labdarúgó-válogatott